# Here Technologies
Here Technologies is een bedrijf dat zich richt op het maken van digitale kaarten voor navigatiesystemen en ontwikkeling van software voor zelfsturende auto's. Here Technologies is opgericht in 1985 onder de naam Navteq dat in 2007 overgenomen werd door Nokia. Sinds 2015 is het bedrijf in handen van diverse Duitse autofabrikanten. Het hoofdkantoor is gevestigd in de Nederlandse stad Eindhoven.

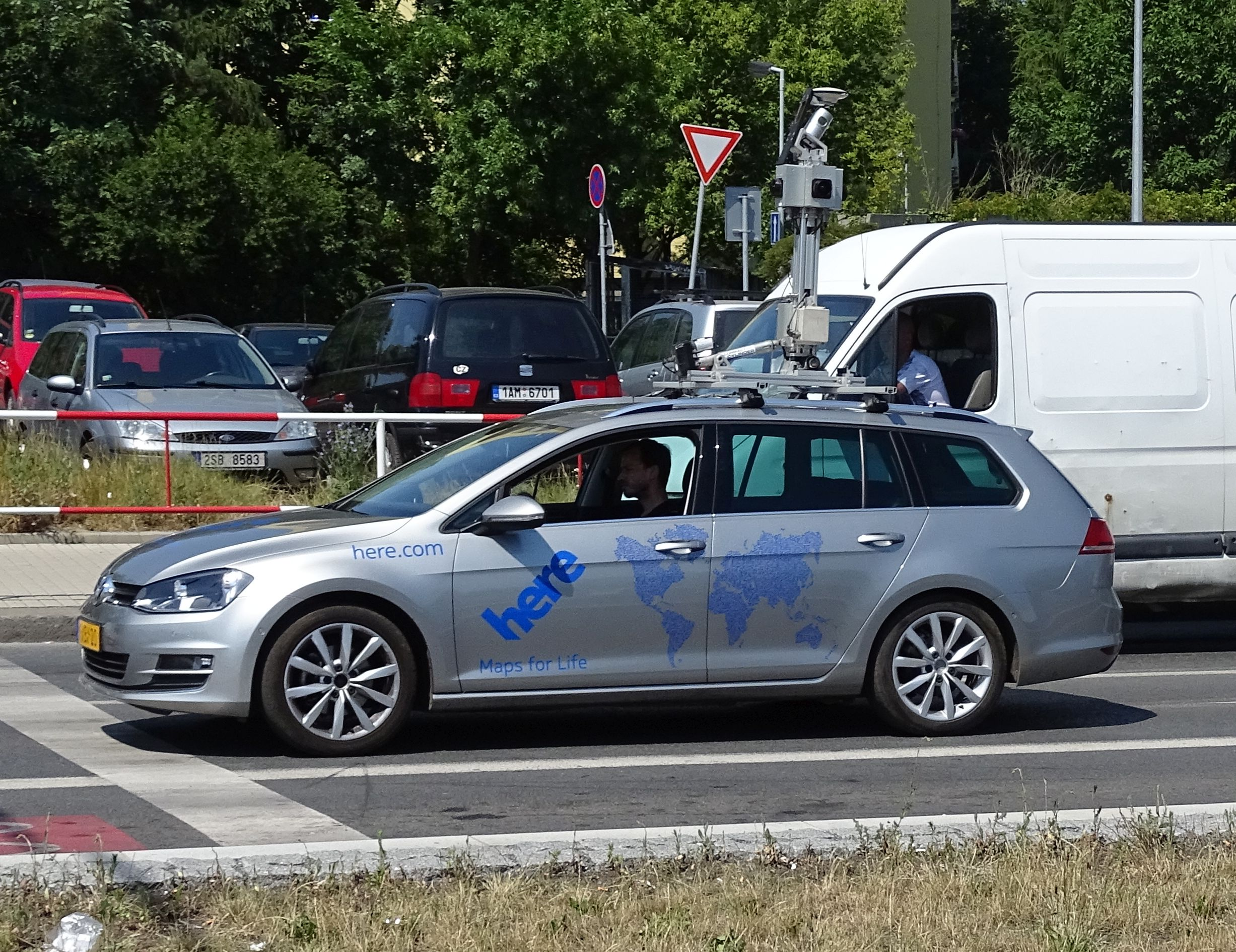
Cameravoertuig van Here in Tsjechië.

Here Technologies levert wegenkaarten aan onder meer: Garmin, Audi, BMW, Ford, Mercedes-Benz, Mitsubishi en Sygic. Ook worden de digitale wegenkaarten, waaronder kaarten van 49.000 gebouwen binnenshuis in 45 landen, gebruikt door onder meer Facebook, Bing Maps en Yahoo!. Daarbij heeft Here Technologies zijn eigen navigatieapplicatie HERE WeGo. Gebruikers kunnen via het programma HERE Map Creator direct wijzigingen op de wegenkaart aanbrengen.
In diverse landen waaronder Duitsland zendt Here een TMC-RDS signaal uit via DAB+. Dit is alleen te ontvangen door navigatiesystemen van Garmin. Het kanaal verstuurt verkeersinformatie bestaand uit vertragingen, wegafsluitingen en overige incidenten. Ook verzorgt Here de verkeersinformatie voor toestellen van Garmin die verbonden zijn met het internet.
Het bedrijf werkt door middel van projecten samen met wegbeheerders en verkeersgerelateerde organisaties om bijvoorbeeld de verkeersveiligheid te verbeteren.